# گشتاور مغناطیسی الکترون
درفیزیک اتمی، گشتاور مغناطیسی الکترون، یا به طور دقیقتر، گشتاور دوقطبی مغناطیسی الکترون،گشتاور مغناطیسی یک الکترون است که ناشی از ویژگیهای ذاتی اسپین وبار الکتریکی آن است.

## گشتاور مغناطیسی یک الکترون
الکترون یک ذره باردار با بار (۱e-) است که e یکای بار بنیادی است. تکانه زاویه‌ای آن ناشی از دو نوع چرخش است: اسپین و حرکت مداری. در الکترودینامیک کلاسیک، یک ذره چرخان دارایبار الکتریکی، یک دوقطبی مغناطیسی ایجاد می‌کند که قطبهای مغناطیسی آن اندازه برابر و قطبیت مخالف دارند. در واقع الکترون مانند یک آهنربای میله‌ای کوچک عمل می‌کند. یکی از نتایج این موضوع این است که میدان مغناطیسی خارجی، گشتاوری روی گشتاور مغناطیسی الکترون ایجاد می‌کند که به جهت‌گیری آن نسبت به میدان بستگی دارد.
اگر الکترون را به شکل یک ذره کلاسیک باردار تصور کنیم که واقعاً به دور محوری با تکانه زاویه‌ای L می‌گردد، گشتاور مغناطیسی μ از رابطه زیر به دست می‌آید:
{\displaystyle {\boldsymbol {\mu }}={\frac {-e}{2m_{\text{e}}}}\,\mathbf {L} .}
که  me جرم سکون الکترون است. توجه کنید که تکانه زاویه‌ای L در این معادله می‌تواند تکانه زاویه‌ای اسپین، تکانه زاویه‌ای مداری یا تکانه زاویه‌ای کل باشد. مشخص شده که نتیجه حاصله از الکترودینامیک کلاسیک برای گشتاور مغناطیسی اسپین با یک فاکتور تناسبی با واقعیت اختلاف دارد. بنابراین برای اصلاح نتیجه کلاسیک آن را در فاکتور اصلاحی بدون بعد g که به نام فاکتور جی شناخته می‌شود، ضرب می‌کنیم؛
{\displaystyle {\boldsymbol {\mu }}=g{\frac {-e}{2m_{\text{e}}}}\mathbf {L} .}
معمول است که گشتاور مغناطیسی بر حسب ثابت پلانک کاهش‌یافته ħ و مگنتون بور μB بیان شود :
{\displaystyle {\boldsymbol {\mu }}=-g\mu _{\text{B}}{\frac {\mathbf {L} }{\hbar }}.}
از آنجا که گشتاور مغناطیسی کوانتایی و با یکای μB است، تکانه زاویه‌ای متناظر کوانتایی با یکای ħ است.